# دیوید بارتون
دیوید بارتون (به انگلیسی: David Barton) سناتور سابق عضو حزب دموکرات-جمهوری‌خواه بود. وی در سال ۱۸۲۱ تا ۱۸۲۴ و ۱۸۲۴ تا ۱۸۳۱ میلادی سناتور ایالت میزوری در سنای ایالات متحده آمریکا بود.